# Süßwasserparasiten des Menschen

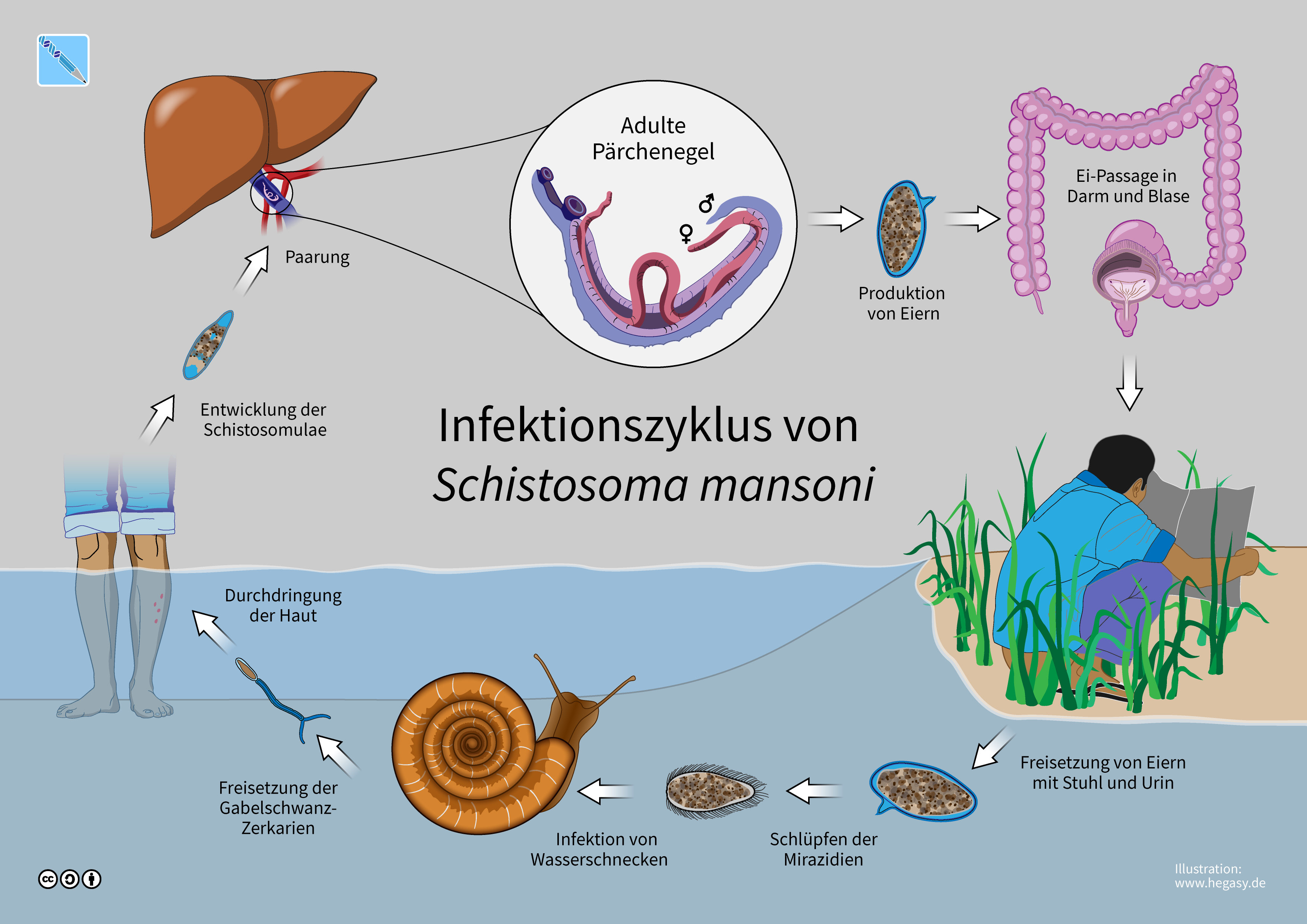
Infektionszyklus von Schistosoma mansoni

Süßwasser spielt als Trägermedium von krankheitsübertragenden Parasiten für den Menschen eine große Rolle. Das Wasser dient hierbei als Transportmedium für die Erreger selbst oder als Lebensraum für Zwischenwirte. Eine Inkorporation des Parasiten erfolgt hierbei meist durch orale Aufnahme, Durchbrechen der Hautschranke durch eine larvale Form des Parasiten oder Verzehr eines Zwischenwirtes. Wasservögeln kann eine tragende Rolle in der Verbreitung von Süßwasserparasiten zukommen, insbesondere bezüglich Kryptosporidien, Giardiasis und Microsporidia.

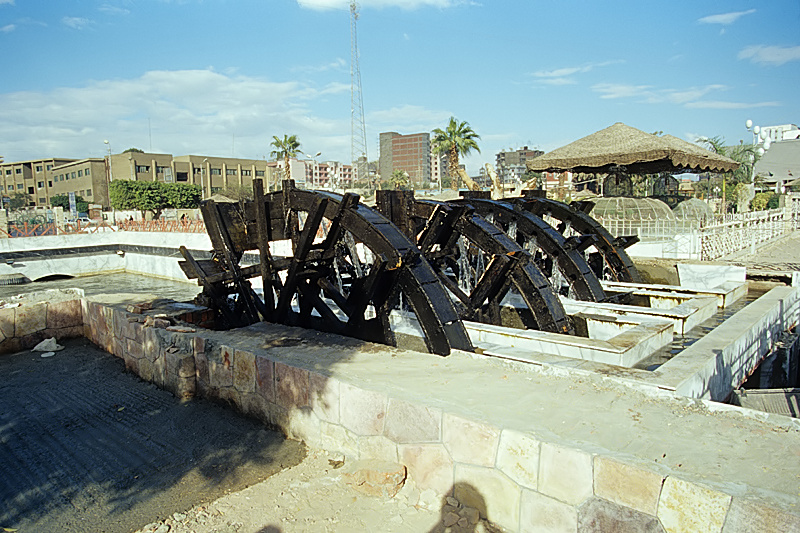
Wasserschöpfräder in Fayyum. Diese große Oase beherbergt Süßwasserparasiten wie Schistosomiasis

Neben den natürlichen Verbreitungsmechanismen spielen durch den Menschen erbaute langsam fließende Bewässerungssysteme eine Rolle als Reservoire. Warme Fischteiche gefährden zwar die Teichbewohner, tragen dagegen weniger zur Bedrohung der menschlichen Bevölkerung bei.
Vor allem aufgrund einer direkten Versorgung mit Trinkwasser aus den Gewässern in Kombination mit dem Fehlen von sanitären Einrichtungen kommt es zur Ausbreitung entsprechender Parasitosen. Die Versorgung der Weltbevölkerung mit hygienisch und toxikologisch unbedenklichem Wasser sowie hygienisch einwandfreier Abwasserentsorgung stellt daher eine der größten Herausforderungen der Menschheit in den nächsten Jahrzehnten dar (Wasserkrise).

## Überblick
Folgende Erkrankungen stehen im Zusammenhang mit parasitisch verunreinigtem Wasser oder mit Überträgern, die auf Süßwasser angewiesen sind:
| Krankheit              | Krankheitserreger     | Vektor (Überträger)    |
| ---------------------- | --------------------- | ---------------------- |
| Amöbenruhr             | Entamoeba histolytica |                        |
| Ascaridiasis           | Spulwurm              |                        |
| Leberegelbefall        | Saugwürmer            | Schnecken, Fische      |
| Fischbandwurmkrankheit | Bandwürmer            | Ruderfußkrebse, Fische |
| Drakunkulose           | Fadenwürmer           |                        |
| Paragonimiasis         | Lungenwurm            | Schnecken, Krabben     |
| Malaria                | Protozoen             | Moskitos (Anopheles)   |
| Onchozerkose           | Onchocerca volvulus   | Kriebelmücken          |
| Schistosomiasis        | Pärchenegel           | Schnecken              |